# Servaasbolwerk

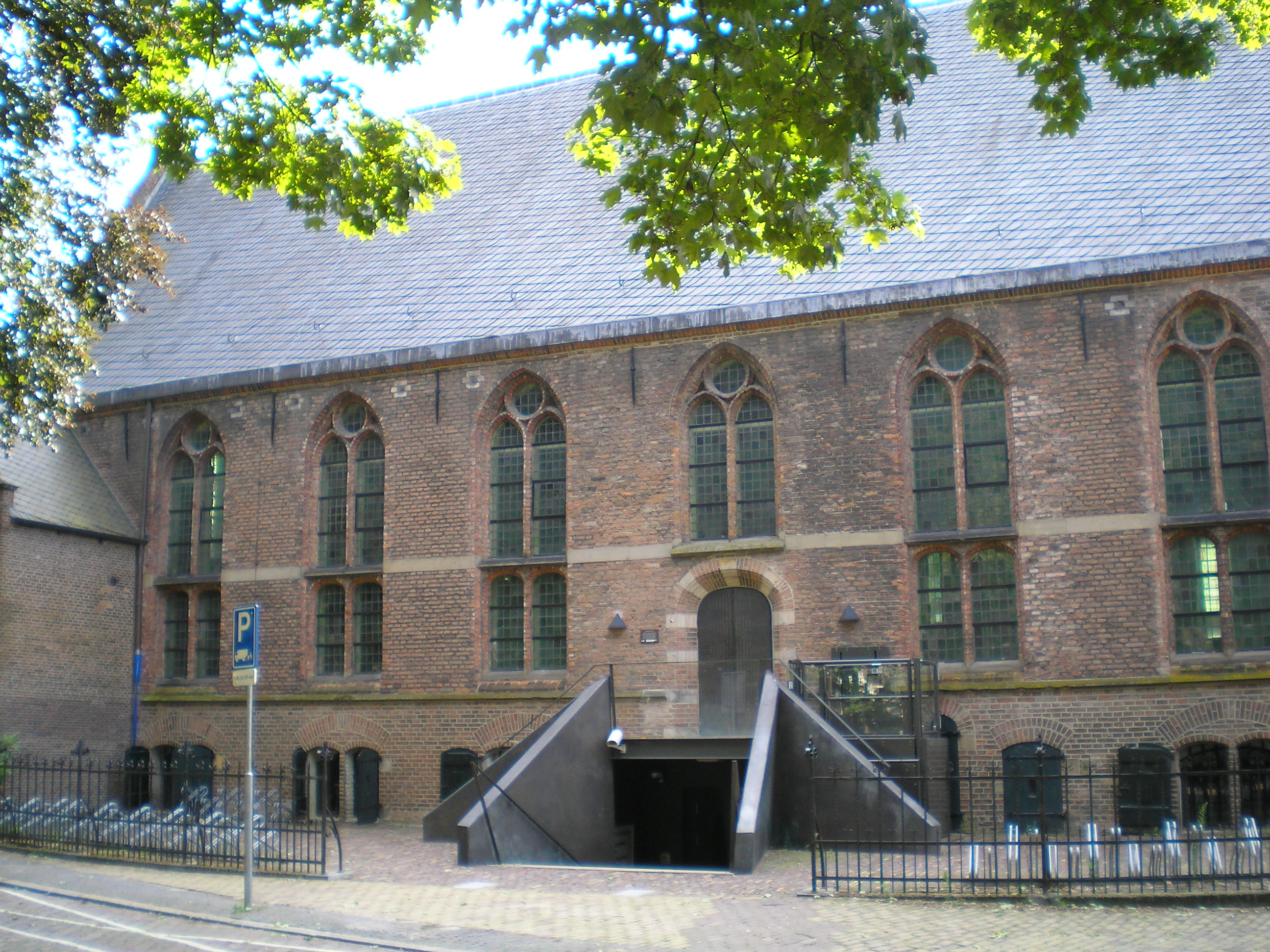
Leeuwenbergkerk uit 1567 op het Servaasbolwerk te Utrecht

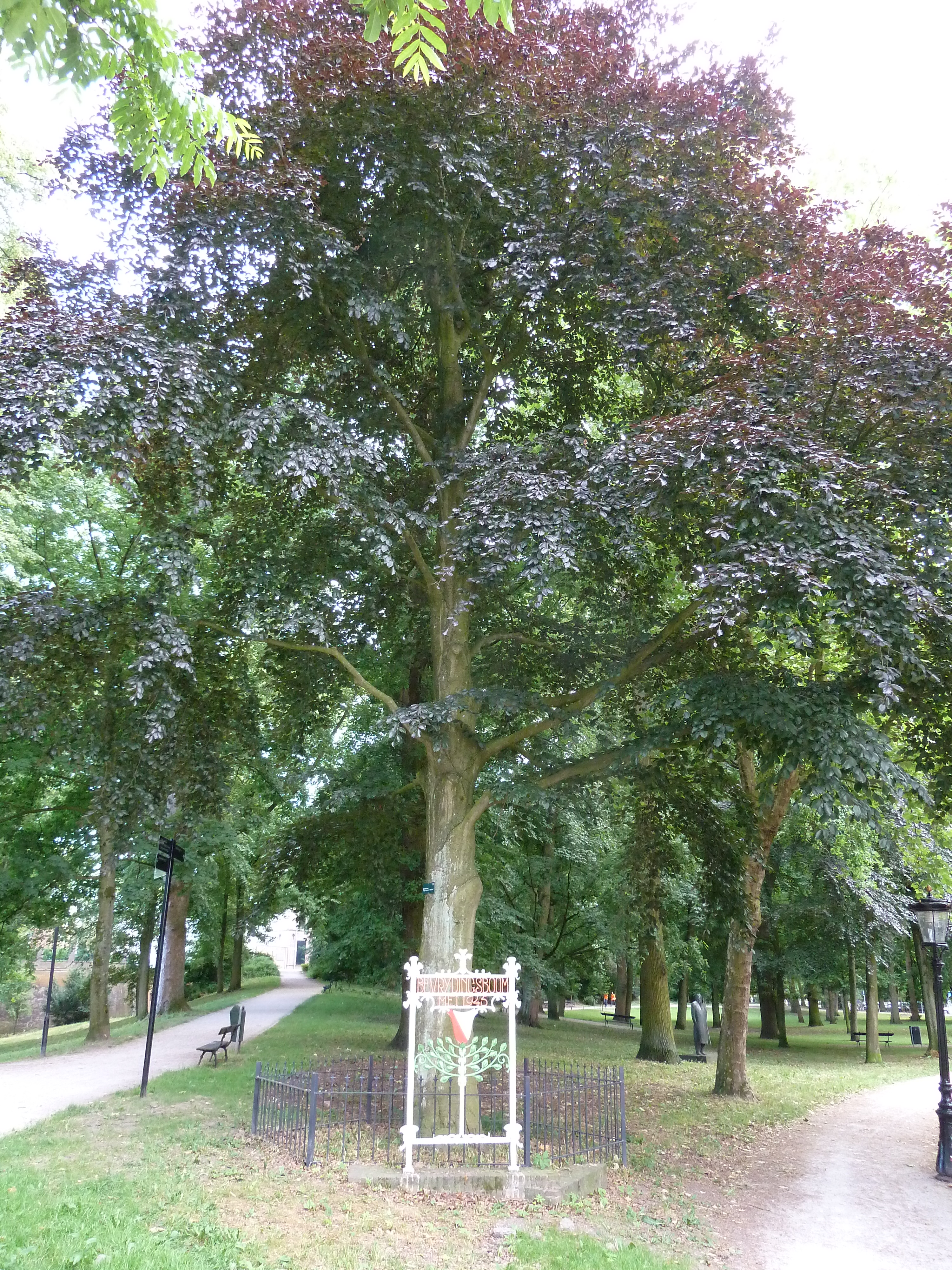
Bevrijdingsboom aan het Servaasbolwerk

Servaasbolwerk is een straat in de Nederlandse stad Utrecht. De straat heeft zijn naam te danken aan het middeleeuwse cisterciënzerklooster van Sint Servaas, hetgeen gedurende bijna vier eeuwen door de kloosterzusters bewoond werd. 
Kloosters, kerken en andere christelijke bouwwerken bepaalden in de stad Utrecht net zoals elders in belangrijke mate de indeling van de stad -- vanwege hun sociale en fysieke geslotenheid (sociale isolatie, zelfvoorzienendheid, en ommuring), de onttrekking aan wereldlijk gezag (de zogenaamde immuniteit), en vanwege het feit dat bij krijgshandelingen godshuizen gespaard dienden te worden en daardoor een bestendig deel van de stad vormden.
Het cisterciënzerklooster van St. Servaas en de naastgelegen abdij bevonden zich direct aan de stadswal. Rond 1390 werd de Nieuwegracht aangelegd, waardoor het klooster tussen de wal en de gracht kwam te liggen, aan de noordzijde begrensd door de Magdalenastraat. Achter de omheining lagen een simpele eenbeukige kloosterkerk met een bescheiden torentje, een kerkhof, een aantal woon- en bedrijfsgebouwen en grote tuinen (aan de noordzijde).
In 1567 werd uit de nalatenschap van Agnes van Leeuwenberch aan het noordelijk einde van het Servaasbolwerk het pesthuis Leeuwenbergh gebouwd. Het pesthuis is in de loop der jaren onder andere gebruikt als kazerne, gasthuis universiteitsgebouw, apothekerslaboratorium (en als huisvesting van de bijbehorende farmaciestudenten), kerk en (tegenwoordig als) concertzaal.
Tussen het Servaasbolwerk en het Lepelenburg werd in 1621 het Bruntenhof aangelegd, en in 1862 werd er de villa Lievendaal gebouwd. In het zuidelijk deel, bij Sonnenborgh, werd in 1944 door de Duitse bezetters op een grondplan van 30 bij 35 meter een communicatiebunker gebouwd, gecamoufleerd door een bakstenen muur met houten vensters en een pannendak. Ondanks een positief advies van de Raad voor Cultuur tot plaatsing op de rijksmonumentenlijst werd de twee verdiepingen tellende bunker in 2004 gesloopt. Tegenover de bunker werd na de oorlog een hekwerk geplaatst bij de Bevrijdingsboom.